# پاینزویک
post_villageپاینزویکlongitudeپاینزویکlatitudeپاینزویک
پاینزویک (به انگلیسی: Painswick) یک روستا در بریتانیا است که در انگلستان واقع شده‌است.

## خصوصیات
پاینزویک ۲٬۰۷۰ نفر جمعیت دارد.